# Kleptochthonius lewisorum
Kleptochthonius lewisorum är en spindeldjursart som beskrevs av William B. Muchmore 2000. Kleptochthonius lewisorum ingår i släktet Kleptochthonius och familjen käkklokrypare. Inga underarter finns listade i Catalogue of Life.